# Peter Riedel
Peter Riedel född augusti 1905 i Dehlitz Tyskland död 6 november 1998 var en tysk segelflygmästare och flygattaché.
Riedel var son till en pastor och hans mamma var professor i teologi vid universitet i Halle. Efter att hans mamma begått självmord bodde han periodvis hos en farbror.
Riedel byggde sin första dubbeldäckade hängglidare när han var 13 år. När de första segelflygtävlingarna i Wasserkuppe utannonserades 1920, lyckades han övertala sina föräldrar att få åka dit. På kort tid lyckades han erhålla det 7:e silver-C som delades ut, världsrekord i sträckflygning samt ett flertal segrar i de årliga mästerskapen.
Med ekonomiskt stöd från Karl Kotzenberg fick han möjlighet att studera teknik vid universitet i Darmstadt. Efter sin examen genomgick han en trafikflygarutbildning, men trafikflyget i Tyskland var fortfarande reglerat efter första världskriget, så utsikterna om att hitta ett pilotjobb var små. Han kom istället att arbeta 6 år för meteorologiprofessorn Walter Georgii på Deutsche Forschungsanstalt für Segelflug (DFS - German Research Institute for Sailplane Flight), med utforskandet av luftens rörelser och meteorologiska fenomen. Under tiden fortsatte han att tävla med segelflyg. Han satte ett världsrekord i distansflygning med 229 km 1933 och han vann Hindenburg Cupen på Wasserkuppe samma år. 1934 följde han med Georgii och Hanna Reitsch på en resa till Brasilien och Argentina för att göra reklam för segelflyg i Sydamerika. Senare samma år lyckades han få ett pilotjobb vid Lufthansa, där han stannade i två år, för att sedan lämna Tyskland för ett jobb vid ett flygbolag i Colombia, med avsikten att inte återvända till Tyskland. Före avfärden till Colombia var han med vid invigningen av Bromma flygplats 1936, där han tillsammans med Hanna Reitsch genomförde ett flertal segelflyguppvisningar. Under 1937 deltog han i Soaring Society of America nationella tävlingar, och blev där kontaktad av Tysklands militärattaché, som erbjöd honom ett jobb som civil medarbetare vid ambassaden i Washington, DC. Hans arbetsuppgifter blev att från öppna källor hitta information som kunde vara av intresse för att kunna bedöma USA:s flygstyrkor, men arbetet innebar att han även utnämndes till officer i Luftwaffe. När USA senare gick med i kriget internerades han tillsammans med den övriga ambassadpersonalen som utväxlades mot amerikansk personal i Tyskland. Även hans fru Helen Klug, som var amerikansk medborgare, följde med till Tyskland. Väl åter i hemlandet blev han anställd som flygingenjör vid Heinkels flygplansfabrik. Eftersom hans fru troligen drabbats av TBC under resan till Tyskland och behövde behandlas vid något sanatorium i Schweiz var han tvungen att låta sig enrolleras i Abwehr för att hon skulle kunna få utresetillstånd. Abwehr placerade honom i Stockholm som flygattaché. Eftersom han i Stockholm kom i kontakt sovjetisk och amerikansk press om tyska krigsförbrytelser blev hans arbetsmetoder i Stockholm mer och mer okonventionella. Han tog bland annat direktkontakt med det amerikanska OSS Office of Strategic Services. En god vän förrådde honom och han tvingades med hjälp av Harald Millgård hoppa av och gå under jorden för att undgå hemtransport och dödsstraff i Tyskland.  
Efter krigsslutet satt han några månader i svenskt fängelse, men lyckades fly och tog sig ut från landet i en liten båt. Han greps senare i Casablanca, där han satt fängslad i ett år, innan han lyckades fly och återförenas med sin fru i Venezuela. Trots att hans fru var amerikansk medborgare, var det problem för paret att bosätta sig i USA, och han återupptog sin civila karriär i Kanada och Sydafrika. I samband med att Eisenhoweradministrationen tog över, ändrades synen på tyskar, och paret kunde bosätta sig i USA. Där kom han att arbeta för Trans World Airlines i USA och Pan Am i Fjärran Östern. Efter pensioneringen bosatte han sig för gott i Ardmore i Oklahoma, där han skrev en trilogi om det tyska segelflygets start 1911 fram till 1939 Erlebte Rhöngeschichte, samt biografin German Air Attaché
Förutom tyska, engelska och svenska pratade han ytterligare nio språk flytande.